# Seznam sopek na Aljašce
Seznam sopek na Aljašce uvádí (v abecedním pořadí) názvy sopek na Aljašce, jejich formu, výšku, zeměpisné souřadnice a rok poslední erupce, pokud je znám.
| Název                                       | Forma            | Výška (m) | Souřadnice   | Souřadnice    | Poslední erupce |
| Název                                       | Forma            | Výška (m) | Zem. šířka   | Zem. délka    | Poslední erupce |
| ------------------------------------------- | ---------------- | --------- | ------------ | ------------- | --------------- |
| Aniakchak                                   | kaldera          | 1341      | 56°53'00'' N | 158°10'00'' W | 1931            |
| Augustine                                   | lávové dómy      | 1260      | 59°21'48'' N | 153°26'00'' W | 2006            |
| Behm Canal-Rudyerd Bay                      | sopečné kužele   | 500       | 55°19'00'' N | 131°03'00'' W | ???             |
| Black Peak                                  | stratovulkán     | 1032      | 56°33'09'' N | 158°47'05'' W | 1900 př. n. l.  |
| Buzzard Creek                               | tufové kužele    | 830       | 64°04'00'' N | 148°25'00'' W | 1050 př. n. l.  |
| Dana                                        | stratovulkán     | 1354      | 55°38'28'' N | 161°12'50'' W | 1890 př. n. l.  |
| Denison                                     | stratovulkán     | 2287      | 58°25'04'' N | 154°26'57'' W | ???             |
| Douglas                                     | stratovulkán     | 2140      | 58°50'19'' N | 153°32'31'' W | ???             |
| Dutton                                      | stratovulkán     | 1506      | 55°10'05'' N | 162°16'18'' W | ???             |
| Edgecumbe                                   | stratovulkán     | 970       | 57°03'00'' N | 135°45'00'' W | 2220 př. n. l.  |
| Emmons Lake                                 | kaldera          | 1436      | 55°20'26'' N | 162°04'43'' W | ???             |
| Fourpeaked                                  | stratovulkán     | 2105      | 58°46'12'' N | 153°40'20'' W | ???             |
| Frost                                       | stratovulkán     | 2012      | 55°04'54'' N | 162°48'50'' W | ???             |
| Gordon                                      | sopečné kužely   | 2755      | 62°08'00'' N | 143°05'00'' W | ???             |
| Griggs                                      | stratovulkán     | 2317      | 58°21'14'' N | 155°05'30'' W | ???             |
| Hayes                                       | stratovulkán     | 3034      | 61°38'25'' N | 152°24'41'' W | 1200            |
| Chiginagak                                  | stratovulkán     | 2221      | 57°08'06'' N | 156°59'24'' W | 1998            |
| Churchil                                    | stratovulkán     | 5005      | 61°23'00'' N | 141°45'00'' W | 700             |
| Iliamna                                     | stratovulkán     | 3053      | 60°01'55'' N | 153°05'25'' W | 1876            |
| Imuruk Lake                                 | stratovulkán     | > 610     | 65°36'00'' N | 163°55'00'' W | 300             |
| Ingakslugwat Hills                          | sopečné kužely   | 190       | 61°26'00'' N | 164°28'00'' W | ???             |
| Kaguyak                                     | stratovulkán     | 901       | 58°36'30'' N | 154°01'40'' W | 1650 př. n. l.  |
| Katmai                                      | stratovulkán     | 2047      | 58°16'47'' N | 154°57'48'' W | 1912            |
| Kialagvik                                   | stratovulkán     | 1677      | 57°12'10'' N | 156°44'43'' W | ???             |
| Kookooligit Mountains                       | štítový vulkán   | 673       | 63°36'00'' N | 170°26'00'' W | ???             |
| Kukak                                       | stratovulkán     | 2043      | 58°27'10'' N | 154°21'18'' W | ???             |
| Kupreanof                                   | stratovulkán     | 1895      | 56°00'40'' N | 159°47'50'' W | 1987            |
| Martin                                      | stratovulkán     | 1863      | 58°10'20'' N | 155°21'40'' W | 1953            |
| Magelik                                     | stratovulkán     | ~ 2165    | 58°11'41'' N | 155°15'10'' W | ???             |
| Novarupta                                   | kaldera          | 841       | 58°16'00'' N | 155°09'24'' W | 1912            |
| Nunivak                                     | štítový vulkán   | 511       | 60°01'00'' N | 166°20'00'' W | ???             |
| Pavlof                                      | stratovulkán     | 2519      | 55°25'00'' N | 161°53'15'' W | 1997            |
| Pavlof Sister                               | stratovulkán     | 2142      | 55°27'10'' N | 161°50'35'' W | 1786            |
| Redoubt                                     | stratovulkán     | 3108      | 60°29'07'' N | 152°44'31'' W | 1990            |
| Sanford                                     | štítový vulkán   | 4949      | 62°13'00'' N | 144°08'00'' W | ???             |
| Snowy Mountain                              | stratovulkán     | 2162      | 58°20'08'' N | 154°40'55'' W | ???             |
| Spurr                                       | stratovulkán     | 3374      | 61°17'58'' N | 152°15'04'' W | 1992            |
| St. Michael                                 | štítový vulkán   | 715       | 63°27'00'' N | 162°07'00'' W | ???             |
| St. Paul Island                             | štítový vulkán   | 203       | 57°11'00'' N | 170°18'00'' W | 1280 př. n. l.  |
| Steller                                     | stratovulkán     | 2272      | 58°26'00'' N | 154°24'00'' W | ???             |
| Stepovak                                    | sopečné kužely   | 1555      | 55°56'00'' N | 160°00'00'' W | ???             |
| Trident                                     | stratovulkán     | 1864      | 58°14'08'' N | 155°06'00'' W | 1975            |
| Ugashik-Peulik                              | stratovulkán     | 1474      | 57°45'03'' N | 156°22'05'' W | 1814            |
| Ukinrek                                     | maary            | 91        | 57°49'54'' N | 156°30'35'' W | 1977            |
| Veniaminof                                  | stratovulkán     | 2507      | 56°10'00'' N | 159°23'00'' W | 2005            |
| vulkanické pole Duncan Canal                | trhlinové erupce | 15        | 56°30'00'' N | 133°06'00'' W | ???             |
| vulkanické pole Tlevak Strait-Suemez Island | ???              | 50        | 55°15'00'' N | 133°18'00'' W | ???             |
| Wrangell                                    | štítový vulkán   | 4317      | 62°00'00'' N | 144°01'00'' W | 1999            |
| Yantarni                                    | stratovulkán     | 1345      | 57°01'07'' N | 157°11'06'' W | 800 př. n. l.   |